# Cathédrale de Cadix
La cathédrale de l'Église Sainte et Apostolique de Cadix est le siège épiscopal du diocèse de Cadix et Ceuta, en Espagne. Il s'agit d'un édifice de style baroque et néoclassique..Sa construction a commencé en 1722 et s'est achevé le 28 novembre 1838, bien que des travaux soient encore en cours, comme le cœur, le presbytère et les tours. Les crises économiques ont donné à la cathédrale un style varié, dû aux invasions françaises et à la perte de pouvoir sur l'Amérique qui s'est ensuivie. Il s'agit d'un Bien d'intérêt culturel.
Elle est appelée "Santa Cruz sur la Mer" ou "Sainte Croix sur les Eaux", bien que les habitants de Cadix l'appellent la Nouvelle cathédrale par opposition à l'Ancienne Cathédrale, construite au XVIe siècles sur l'emplacement de l'ancienne cathédrale gothique commandée bâtir par Alfonso X Le Sage, qui sert aujourd'hui d'église paroissiale.
Elle est située dans le centre historique de Cadix, presque au bord de la mer, et est visible depuis presque toute la ville. L'intérieur de l'église et la Tour de l'Horloge sont ouverts aux visiteurs. La même entrée à la cathédrale donne accès au musée de la cathédrale de Cadix, situé sur la place Fray Félix, à côté de la Vieille cathédrale. Outre les pièces exposées dans le musée, celui-ci dispose d'un dépôt avec d'autres œuvres d'intérêt.

## Histoire

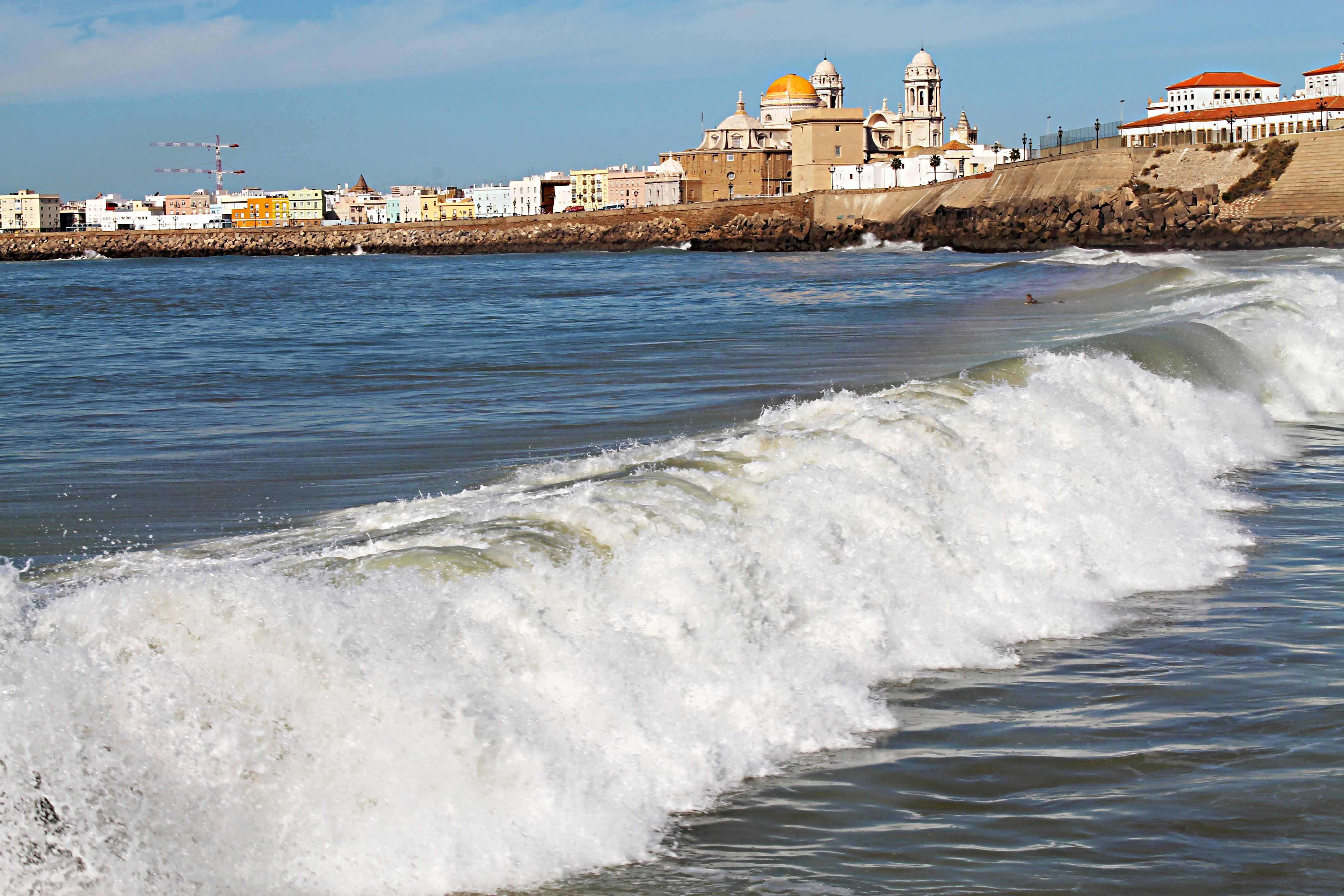
Depuis la plage

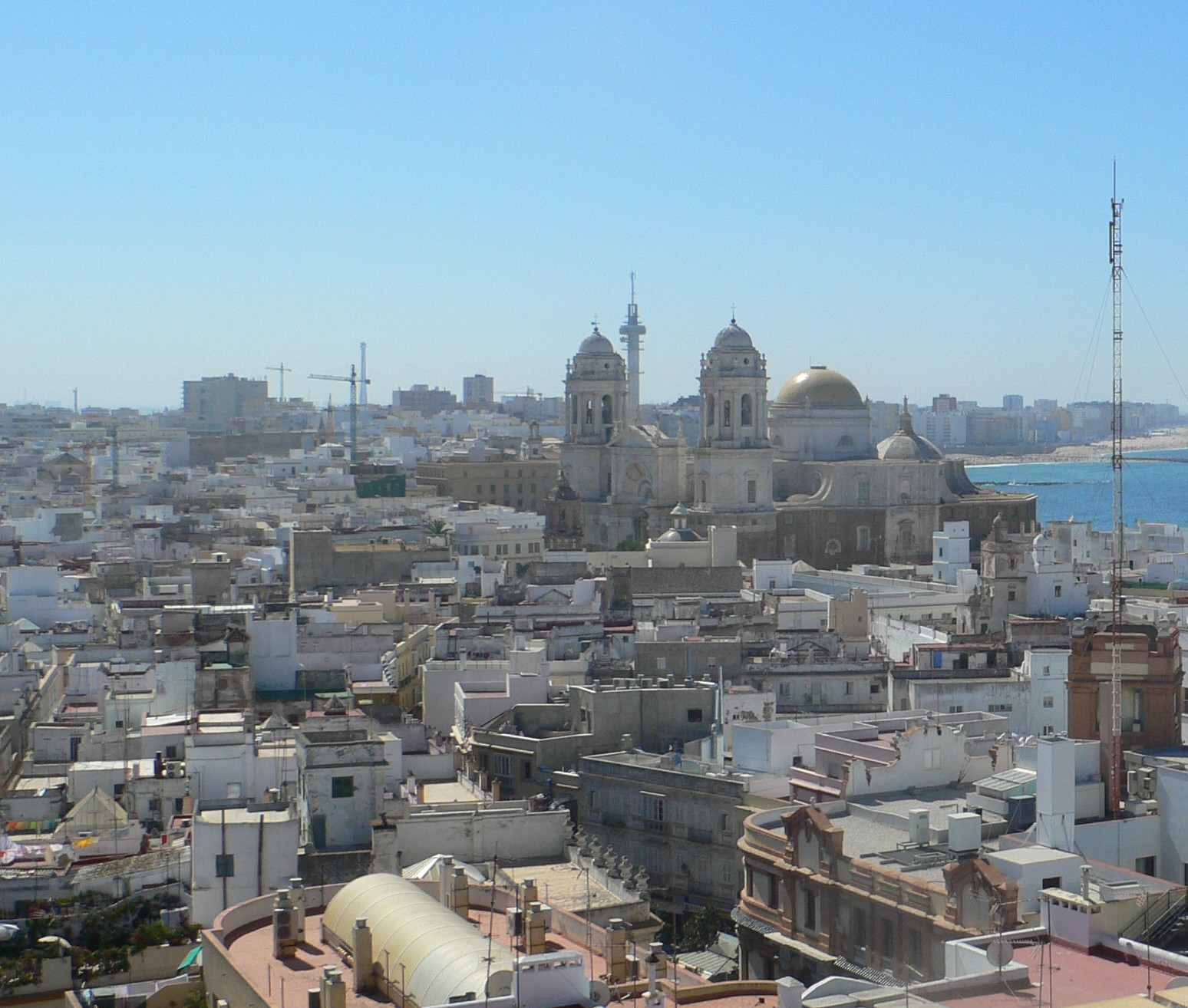
Depuis la Tour Tavira

Il s'agit d'un édifice religieux de grandes dimension dont a construction a commencé au XVIIIe siècles, selon un projet de l'architecte Vicente Acier, en 1722. Acero abandonna le projet en 1739 et Gaspar Cayón reprit les travaux, dont il laissa la direction en 1757 à son neveu Torcuato Cayón. Après sa mort en 1783, Miguel Olivares lui succède jusqu'en 1790, date dans laquelle il a commencé à diriger l'œuvre Manuel Machuca y Vargas commence à diriger les travaux. Enfin, de 1832 jusqu'à son achèvement, les travaux ont été supervisés par Juan Daura.
La décision de remplacer l'ancienne cathédrale par une nouvelle est due à deux circonstances principales : le mauvais état de conservation de l'ancienne, et le désir d'avoir un espace plus monumental et représentatif, en accord avec l'importance que Cadix avait acquise avec le transfert de la Casa de Contratación de Séville à  cette ville en 1717.
Au cours des 116 années de sa construction, la conception de l'édifice a connu des changements au gré des modes et des goûts des différents architectes, ce qu'explique la combinaison de différents styles : Baroque, Rococo et Néoclassique.
Les matériaux utilisés étaient très variés, en raison des diverses crises économiques auxquels la ville a dû faire face ; on peut voir du marbre genovés pour les différents autels et portes, du jaspe, de la pierre caliza et de la pierre d'huitre pour les murs extérieurs.
C'est l'évêque Domingo de Silos Moreno qui l'a bénie en 1838. À sa mort en 1853, son successeur, l'évêque Juan José Arbolí y Acaso, décida de collecter des fonds pour terminer les travaux en cours. Il poursuivit personnellement les travaux de la tour de ouest en utilisant des pierre provenant d'une carrière de Medina, qui furent achever en 1862. La tour de l'horloge avait été achevée en 1845 et était devenue le point culminant de la ville, avec une hauteur d'environ 54 mètres depuis le sol et 58 mètres au-dessus du niveau de la mer.
En raison du retard pris par les travaux de construction, de nombreuses parties de l'église ont été exposées aux rigueurs du climat. Cette situation et l'emplacement même de l'édifice en bord de mer ont provoqué une maladie de la pierre qui la fait s'effriter peu à peu, raison pour laquelle les voûtes de l'église sont recouvertes de filets pour éviter que les débris ne tombent au sol. Depuis le début du XXIe siècle, l'église fait l'objet de travaux de restauration.

## Caractéristiques de la Cathédrale

### Extérieur

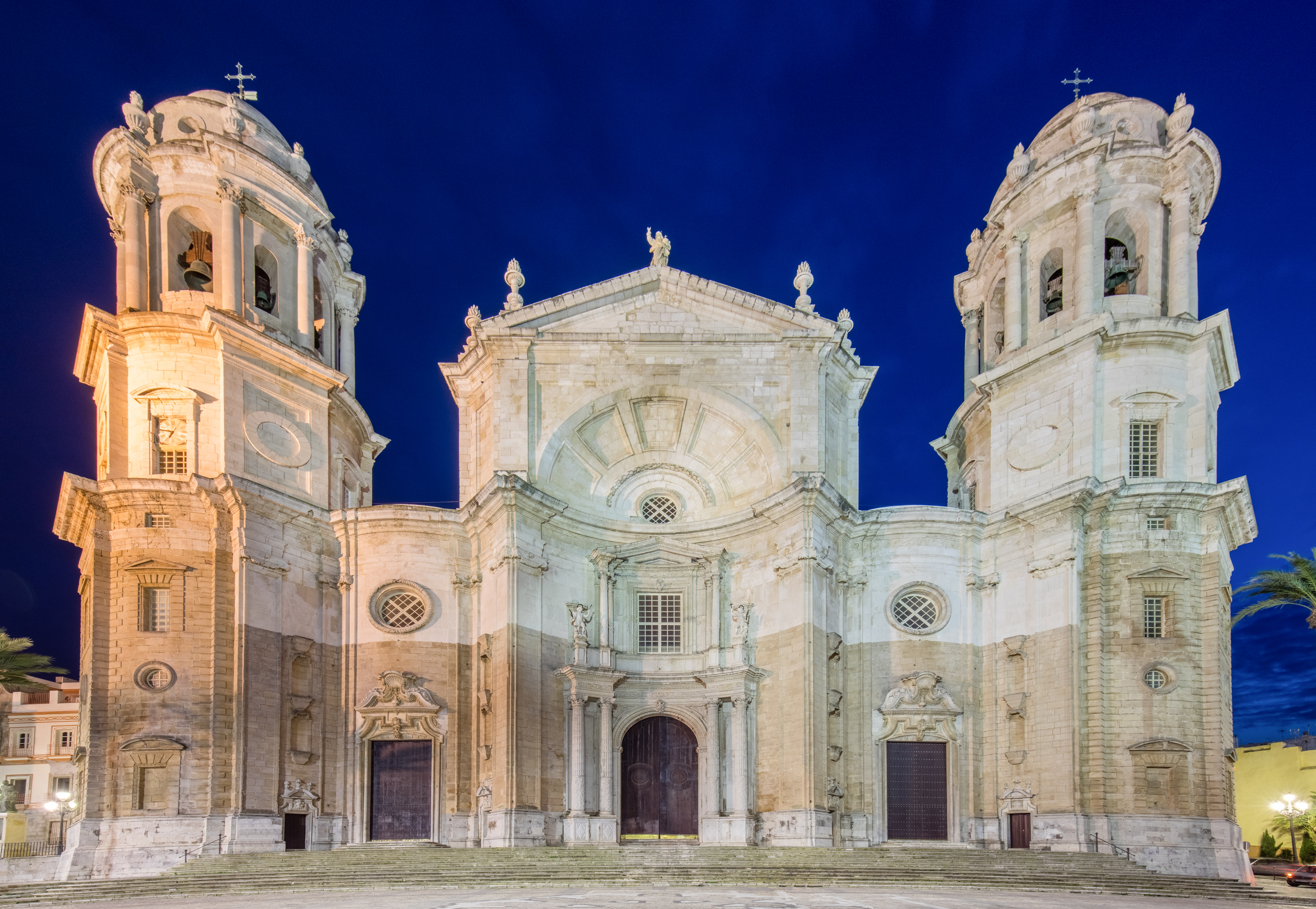
Vue frontale

Le portail principal est une combinaison de formes concaves et convexes, caractéristique du style baroque. Les tours qui s'élèvent de part et d'autre de la façade culminent en forme d'observatoire astronomique ; c'est un fait exceptionnel que la cathédrale ait des clochers d'une telle hauteur, car la construction de telles structures était interdite par les Bourbons, car elles constituaient une cible facile pour l'ennemi.

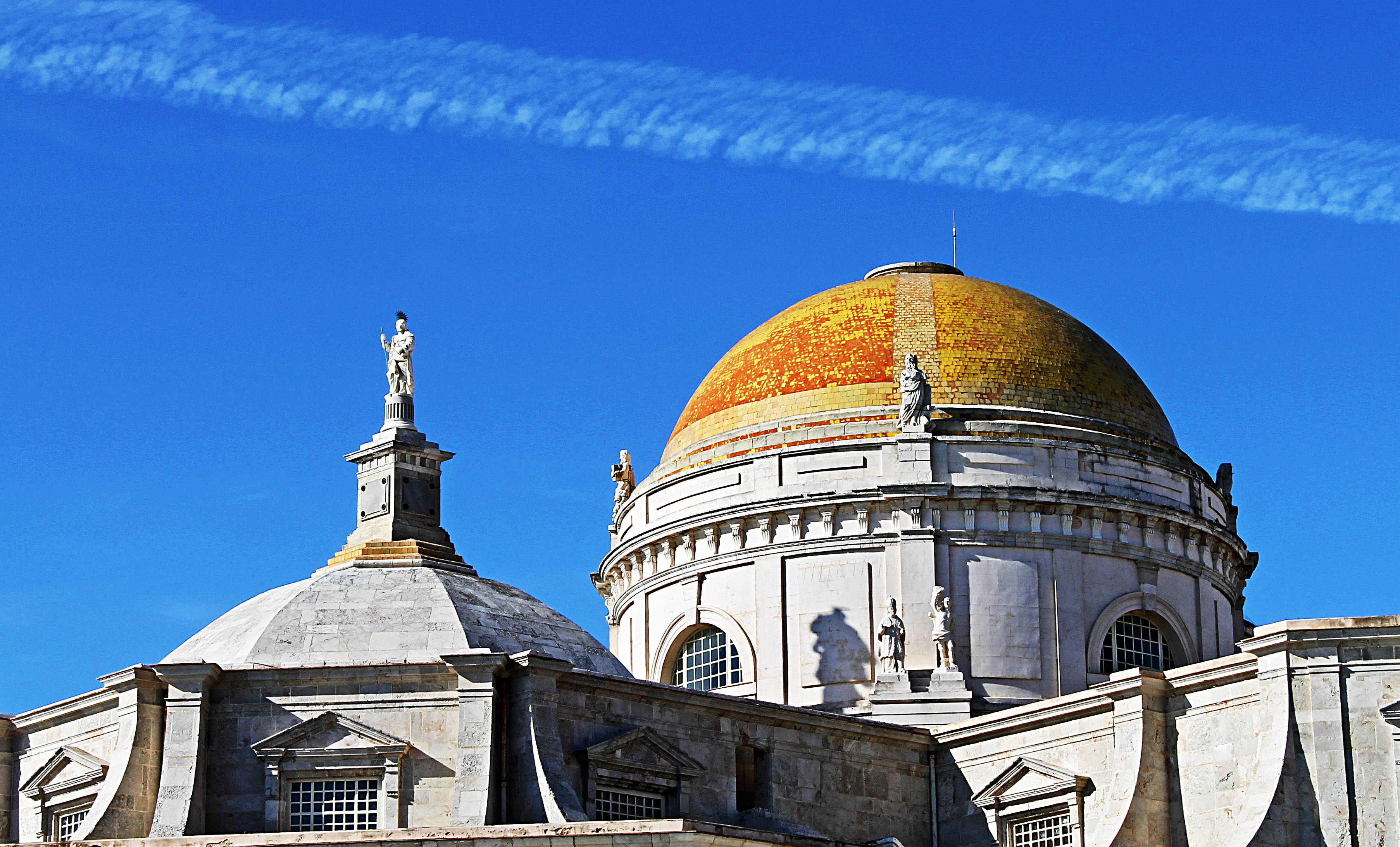
Le fameux dôme jaune

L'église possède plusieurs coupoles, dont deux se distinguent : la coupole du transept, composée d'un tambour et d'une calotte hémisphérique ; elle repose sur des pendentifs et son extérieur est recouvert de tuiles dorées qui lui confèrent une grande luminosité pendant la journée. À côté se trouve une autre coupole plus petite, située au-dessus de l'autel principal. Une autre coupole plus petite se trouve au-dessus de la chapelle destinée à la conservation des reliques.
L'horloge de la cathédrale, construite plus récemment (1851), a été réalisée par José Manuel de Zugasti.

### Intérieur

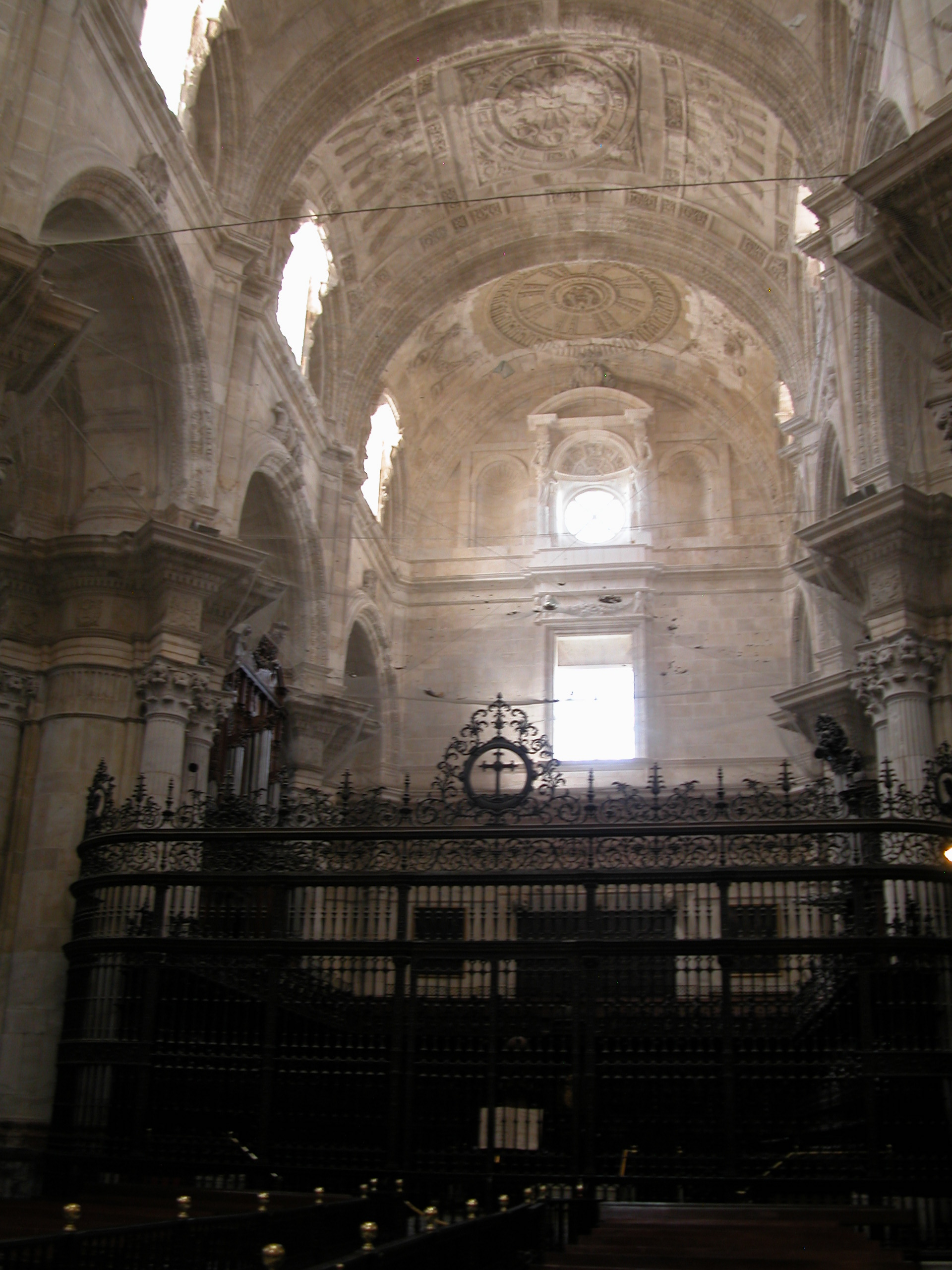
Grille du cœur

L'église a un plan en croix latine avec trois nefs, un transept surmonté d'une coupole et un grand déambulatoire pentagonal. L'espace intérieur est délimité par des ensembles de colonnes corinthiennes reposant sur des socles. La toiture est constituée de plafonds voûtés dans la majeure partie de l'édifice, dont beaucoup sont richement décorés de sculptures en bas-relief.
L'autel principal est constitué d'une châsse isolée de style néoclassique, dédiée à l'Immaculée Conception. Tout autour du périmètre du temple se trouvent des chapelles (qui, à l'époque de la construction, abritaient les ateliers nécessaires aux travaux du temple) dédiées à différents saints.

### Chapelles

#### Chapelle de Saint Pierre
C'est la première si l'on commence la visite au pied de la nef de l'Évangile. Elle est présidée par un retable néoclassique en pierre blanche, œuvre de Carlos Requejo datant d'environ 1883. Dans une niche entre des pilastres doriques se trouve l'image en marbre de saint Pierre. Elle a été sculptée par Esteban Fregoni pour la façade de l'Ancienne cathédrale. Au-dessus du retable se trouve un portrait de San Francisco de Paula peint au XIXe siècle par José Freüller Alcalá Galiano.

#### Chapelle de l'Annonciation
Son retable en marbre, à doubles colonnes salomoniques, date du milieu du XVIIIe siècle et est attribué à Alessandro Aprile. La sculpture du saint patron est liée à Francesco Maria Schiaffino.
La chapelle possède un pavement de marbre richement coloré et deux niches latérales avec les images de San Martín de l'Annonciation et de San Fermín, créées par Gaetano Patalano en 1694 pour le retable des Biscayens dans l'ancienne cathédrale.
Elle fut la première à accueillir des célébrations liturgiques au XVIIIe siècle, tandis que les travaux du reste de l'église se poursuivaient.

#### Chapelle de Saint-Sébastien

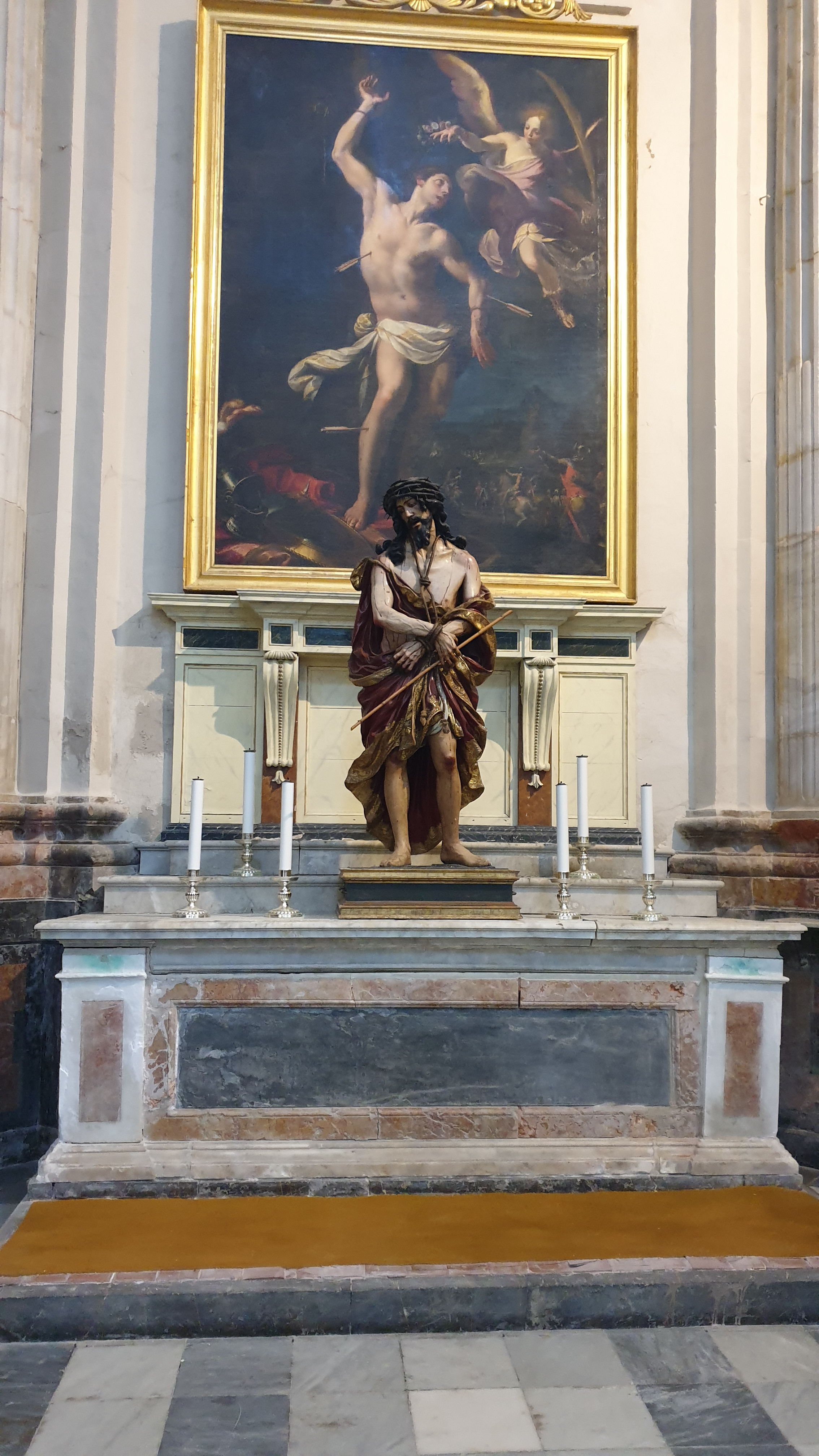
Ecce Homo De La Roldana dans la chapelle de Saint-Sébastien

Il est présidé par une toile du martyre de saint Sébastien signée et datée de 1621 par le Génois Giovanni Andrea Ansaldo. Devant la peinture, l'image de l'Ecce Homo sculptée par La Roldana en 1684. Il s'agissait à l'origine d'un buste, mais le reste du corps a été sculpté dans la seconde moitié du XVIIIe siècle.
Les niches latérales sont occupées par les images de Saint Antoine de Padoue et de Saint Pascual Bailón. Elles ont été sculptées par Ignacio Vergara au milieu du XVIIIe siècle pour le couvent désaffecté de los Descalzos. Il y a également deux plaques de cuivre flamandes du XVIIe siècle ayant pour thèmes Jésus parmi les enfants et Le Sermon sur la montagne.

#### Chapelle de Saint Tomás de Villanueva
Première chapelle du déambulatoire, elle possède deux toiles du saint titulaire réalisées vers 1838 par Antonio Quesada. Sur la table d'autel se trouve un petit Christ ressuscité proche du style d'Alonso Martínez. Deux images en marbre de sainte Claire et de saint Ferdinand occupent les niches latérales.

#### Chapelle du Saint Ange
Son autel est occupé par un tableau de l'Ange gardien peint en 1838 par Joaquín Manuel Fernández Cruzado. Il est surmonté d'un autre tableau du même artiste représentant saint Benoît. La chapelle est complétée par deux peintures flamandes sur cuivre du XVIIe siècle représentant des scènes de la vie de la Madeleine.

#### Chapelle du Beato Diego
Elle a été dédiée à Santa Gertrudis jusqu'en 1894, date à laquelle le capucin Diego Joseph de Cadix a été béatifié. Son image, sculptée par Diego García Alonso en 1890, occupe le retable en marbre réalisé par Carlos Requejo au milieu du XIXe siècle, qui conserve dans son grenier un relief de son ancienne patronne.

#### Chapelle de San Benito
Elle est présidée par une peinture du saint réalisée par Carlos Blanco en 1838. Au-dessus, une autre toile représentant une scène de la vie du saint, signée la même année par Jerónimo Marín.
La chapelle possède deux sculptures de Saint Antoine, l'une de l'école génoise du XVIIIe siècle et l'autre en marbre du siècle précédent, également d'origine italienne. La Vierge de l'Espérance, une sculpture maniériste de la fin du XVIe siècle, serait d'origine hollandaise. Elle provient du couvent cloîtré de la Merced.

#### Chapelle de San Servando et San Germán
Dédié aux saints patrons de Cadix, représentés par des sculptures de Luisa Roldán. Elles ont été réalisées en 1687 pour être portées en procession à côté du Santísimo lors du Corpus Christi. Francisco María Mórtola les a repolychromées en 1756. Ils sont vénérés dans deux retables néoclassiques conçus au milieu du XIXe siècle par Juan de la Vega.

#### Chapelle du sagrario
De plan octogonal, elle occupe le centre du déambulatoire et son plafond voûté est décoré de reliefs représentant les Pères de l'Église.
L'autel abrite un tableau de l'Immaculée Conception du XVIIIe siècle de l'école sévillane, entouré de vitrines contenant une collection de reliquaires et de toiles de saints d'origines diverses. Les portes du retable sont ornées de peintures représentant les apparitions de la Vierge à saint Bernard et à saint Luc, ces dernières étant proches du style de Mattia Preti.
À l'entrée de la chapelle se trouvent deux anges sculptés par La Roldana pour le monument eucharistique de la Semaine Sainte.

#### Chapelle de Sainte Teresa
Elle est présidée par une toile de Sainte Thérèse signée par Cornelis Schut en 1668. Les niches latérales présentent des images de saint François-Xavier et de saint Ignace de Loyola, datant du XVIIIe siècle et attribuées à Pedro Duque Cornejo.

#### Chapelle ancienne du sagrario

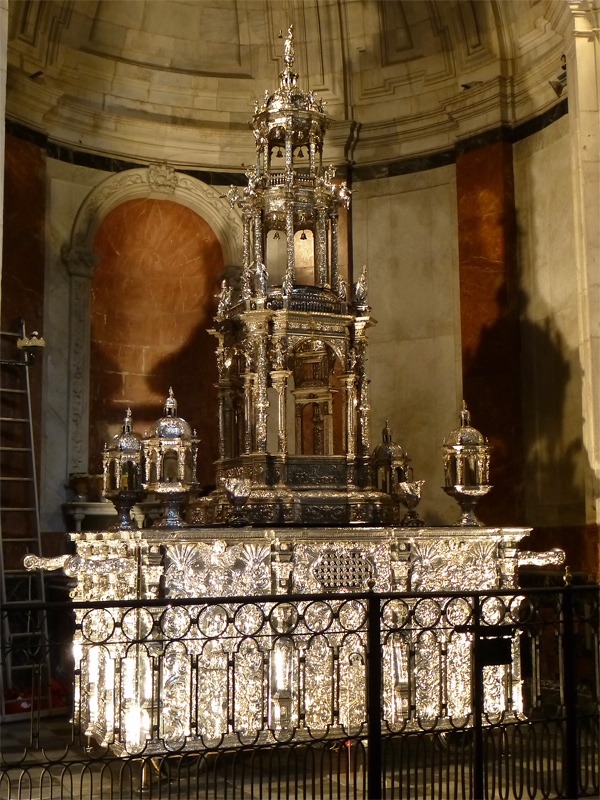
Garde processionnal d'argent

Il abrite le riche ostensoir processionnel du Corpus Christi, réalisé en argent entre 1649 et 1664 par Antonio Suárez d'après un projet d'Alejandro de Saavedra. Il a été modifié par Bernardo Centollini en 1693. Les plates-formes, datant de 1740, ont également été réalisées en argent par Juan Pastor. Elles sont éclairées par quatre petites lanternes fabriquées par Sebastián Alcaide en 1740.

#### Chapelle de San José
L'autel possède deux tableaux de 1838 de José García Chicano représentant Saint Joseph et Saint Antoine. Sur la table d'autel se trouve une Immaculée attribuée à Ignacio Vergara qui appartenait au Couvent de los Descalzos. Dans l'une des niches se trouve une Vierge du Rosaire en marbre attribuée à Cayetano de Acosta.

#### Chapelle de San Juan Bautista de la Salle
Autrefois dédié à l'Enfant perdu, présent sur une toile de l'école sévillane du XVIIIe siècle. Le saint patron actuel est une image de Víctor de los Ríos datant du milieu du XXe siècle. Dans les niches latérales se trouvent des images de la Vierge et de Saint Joseph attribuées à Benito de Hita y Castillo, dont la polychromie originale est cachée sous une peinture blanche imitant le marbre.

#### Chapelle du Cœur de Jésus
Dédiée à l'origine à San Firmo, son incendie en 1832 a permis d'achever les travaux de la cathédrale. Elle est occupée par le monument au Cœur de Jésus, réalisé par Mariano Benlliure en 1930 et qui n'a pas pu être placé sur la voie publique en raison de la proclamation de la Seconde République.
D'autres pièces intéressantes de la chapelle sont deux scènes de la vie du Christ peintes par un artiste flamand au XVIIe siècle, le Saint Jude de la première moitié du XVIIIe siècle et les Saint Ignace et Saint François Xavier de Gaetano Patalano provenant de l'ancienne cathédrale.

#### Chapelle du Nazareno
Dédié au souverain perpétuel de Cadix depuis 1681, il est représenté par une image de Jésus avec la croix sur les épaules, sculptée par Pedro Campana en 1703. Jusqu'au XIXe siècle, elle a présidé la salle capitulaire de l'hôtel de ville de Cadix.
La façade de la chapelle est couverte par une grande toile de Pablo Legot représentant l'Adoration des Mages. Au-dessus se trouve un ovale de saint Jérôme attribué à Clemente de Torres. Dans les niches latérales se trouvent les images de saint Thomas et de saint Patrick, œuvres baroques du XVIIIe siècle.

#### Chapelle de San Pablo
Son retable fait la paire avec celui de la chapelle de San Pedro, voisine de celle-ci. L'image en marbre du saint patron a été sculptée par Esteban Frugoni en 1672. Le tondo du grenier représente Saint Antoine Abbé dans une peinture de José Früller Alcalá Galiano.

### Chœur

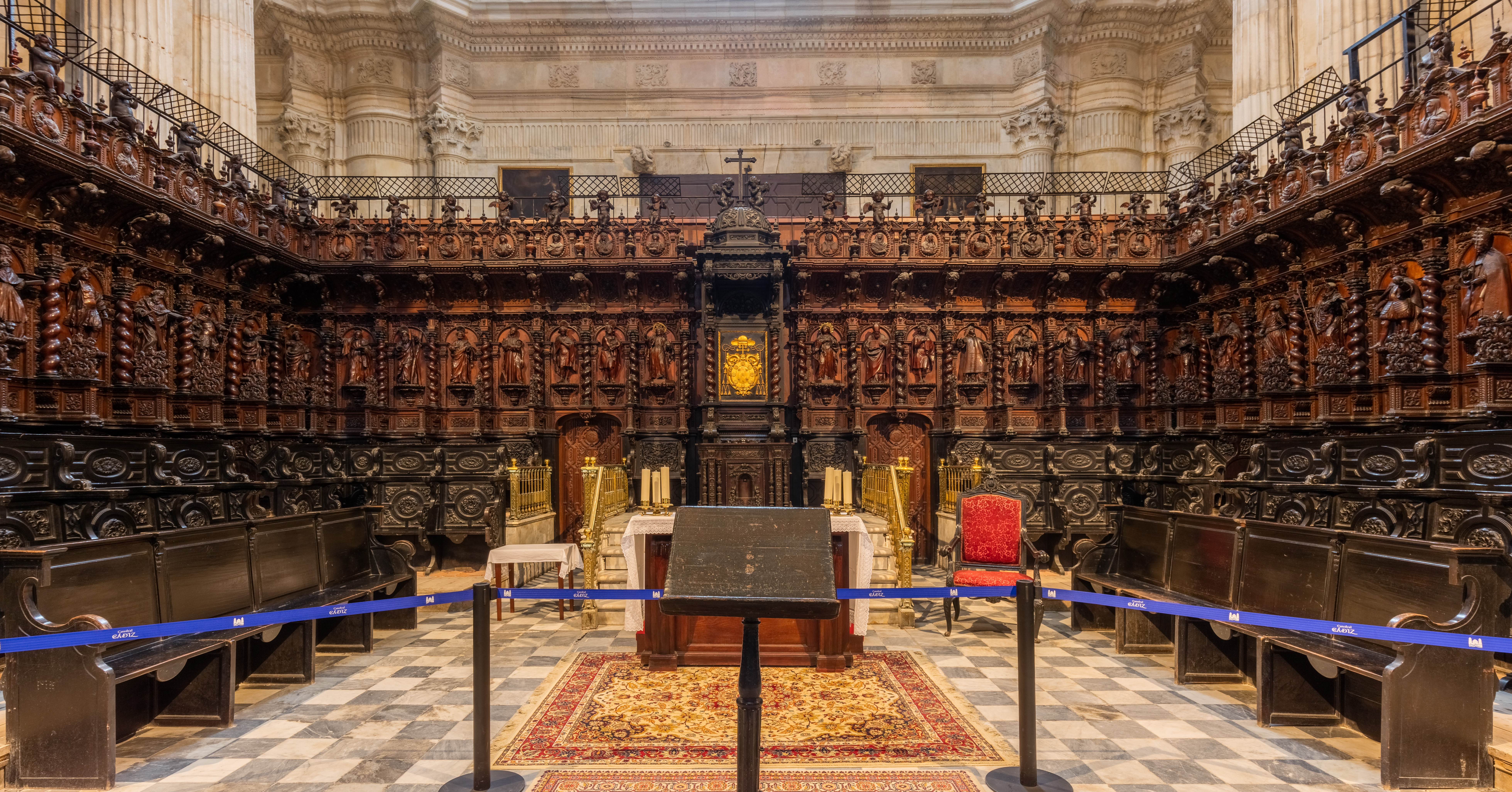
Le chœur

Un autre élément intéressant de la cathédrale est son chœur, situé au pied de l'église, dans la nef centrale, devant l'autel principal. Les stalles du chœur et les deux orgues sont de véritables œuvres d'art, celui qui se trouve à gauche du chœur appartenant à l'origine à l'église de Santa Cruz ou vieille cathédrale. Sandra Massa Santos est actuellement l'organiste titulaire. La cathédrale de Cadix possède de vastes archives musicales comprenant des œuvres de compositeurs tels que Juan Domingo Vidal, Zabala, Padilla, García Fajer, Delgado et Gálvez, et même de compositeurs qui ne faisaient pas partie de sa chapelle musicale, comme c'est le cas de Pedro Rabassa. Actuellement, la chapelle musicale de la cathédrale de Cadix « Virelay », sous la direction de Jorge E. García Ortega, récupère une grande partie de ces œuvres qui, dans la plupart des cas, n'ont été jouées que le jour de leur création pour les offices. Ils sont également chargés de la partie musicale des offices. Ils ont édité quatre disques, tous consacrés aux maîtres de chapelle de la cathédrale de Cadix et à leur travail musical.

### Crypte

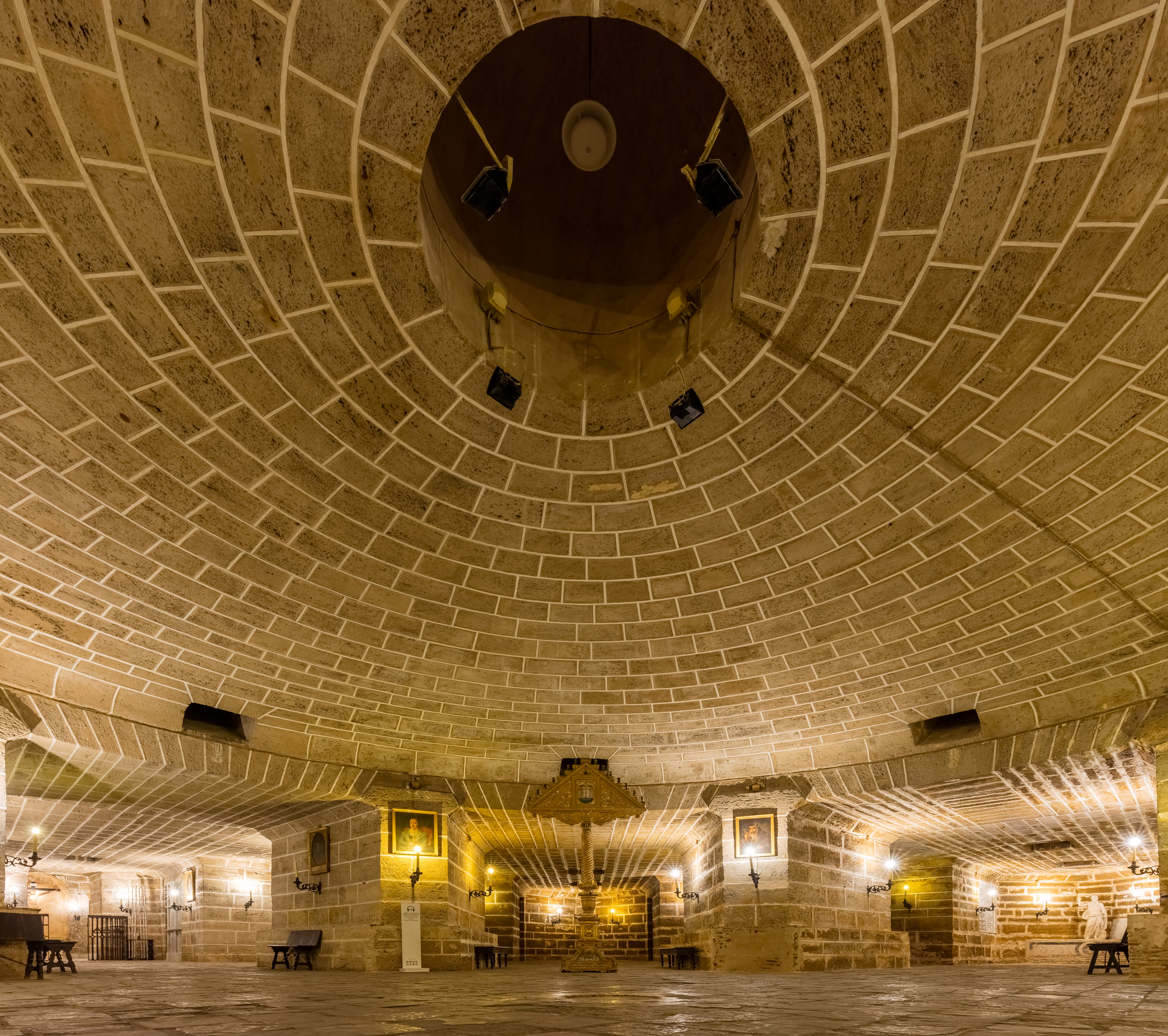
La Crypte

Sous l'autel principal se trouve la crypte, située sous le niveau de la mer, où sont enterrés d'illustres citoyens de Cadix, tels que Manuel de Falla et José María Pemán, ainsi que de nombreux évêques du diocèse. On y trouve le corps de Santa Victoria dans une urne de verre, dont le visage, les pieds et les mains sont recouverts de masques de cire. La crypte se distingue par la voûte plate de l'espace central et par la curieuse réverbération sonore que sa forme produit.

## Galerie

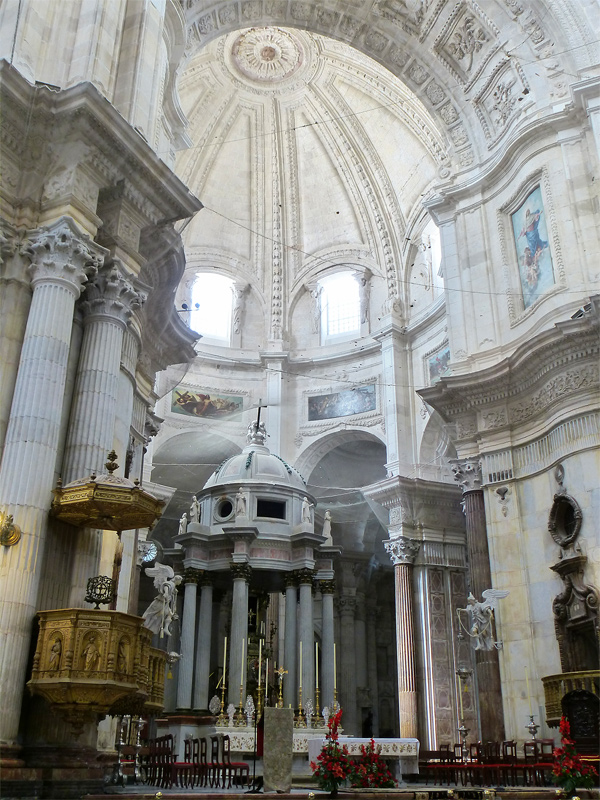
Le maître-autel
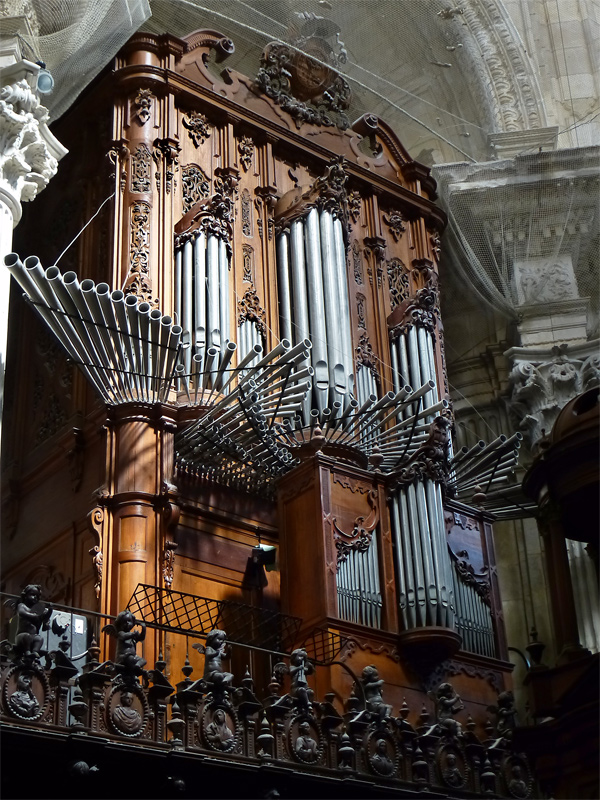
L'orgue